# لاستاوا گربالیسکا
لاستاوا گربالیسکا (به لاتین: Lastva Grbaljska) یک منطقهٔ مسکونی در مونته‌نگرو است که در کوتور واقع شده‌است. لاستاوا گربالیسکا ۵۳۰ نفر جمعیت دارد.